# Liste der Bodendenkmale in Wittorf
In der Liste der Bodendenkmale in Wittorf sind alle Bodendenkmale der niedersächsischen Gemeinde Wittorf aufgelistet. Die Quelle ist der Denkmalatlas Niedersachsen. Der Stand der Liste ist der 18. August 2024.

## Allgemein
In den Spalten finden sich folgende Informationen des Bodendenkmales :
- Lage        : geographische Koordinaten
- Bezeichnung : Bezeichnung lt. Denkmalatlas
- Beschreibung: Beschreibung lt. Denkmalatlas
- ID          : Objekt-ID
- Bild        : Bild, ggf. zusätzlich mit Link zu weiteren Fotos im Medienarchiv Wikimedia Commons.

| Lage                         | Bezeichnung      | Beschreibung | ID       | Bild |
| ---------------------------- | ---------------- | ------------ | -------- | ---- |
| 53° 20′ 35″ N, 10° 22′ 17″ O | Wittorf 4, Deich |              | 28930522 | BW   |
| 53° 20′ 45″ N, 10° 22′ 56″ O | Wittorf 3, Deich |              | 28930424 | BW   |